# Carnival Dream
 (novembre 2020).
Le Carnival Dream est un navire de croisière de la classe Dream de la compagnie de croisière Carnival Cruise Lines ; il a été construit dans le chantier naval italien de la société Fincantieri.
La classe Dream regroupera le Carnival Dream et ses sister-ships le Carnival Magic (2011) et le Carnival Breeze (2012).
Le Carnival Dream est entré en service le 21 septembre 2009, pour une série de croisières en mer Méditerranée avant de rejoindre New York et les Caraïbes.

## Description
Le Carnival Dream est un navire de 306 mètres de long et de 37,2 mètres de large pour une jauge brute de 130 000 unités.

## Ponts
Le Carnival Dream possède 14 ponts :
- Pont 1 - Riviera (Cabines)
- Pont 2 - Main (Cabines)
- Pont 3 - Lobby (Espaces publics : Théâtre, Lobby bar, Bureau des excursions, Réception ouverte 24h/24h et deux Restaurants)
- Pont 4 - Atlantic (Espaces publics: Galerie Photos, Club Lounge, Bibliothèque, deux Restaurants, Centre de Conférences, Arcade Vidéo et Club O2)
- Pont 5 - Promenade (Espaces publics : Théâtre, The Fun Shops, Casino, Sushi Bar,The Kiosk,Sandwich Bar et Café Terrasse, Promenade extérieure et intérieure, Discothèque, Jazz Club et Piano Bar, Grand Salon Arrière et Bar à Vins)
- Pont 6 - Upper (Cabines)
- Pont 7 - Empress (Cabines)
- Pont 8 - Veranda (Cabines)
- Pont 9 - Vista (Cabines)
- Pont 10 - Lido (Espaces publics : Piscine centrale, Restaurant-buffet et Grill)
- Pont 11 - Panorama (Espaces publics : Cabines Spa Cloud 9 et Bains à remous, Clubs Enfants Camp Carnival, Restaurant Buffet)
- Pont 12 - Spa (Espaces publics : Spa & Centre Fitness  et Cabines Spa Cloud 9, Waterworks, toboggan, Seaside Theater, Mini Golf, Splash Park, Restaurant Alternatif Supper club)
- Pont 13 - Sun (Espaces publics : Centre Fitness & Spa Cloud 9, solarium et Terrain de Sports)
- Pont 14 - Sky (Espaces publics : Bains à remous et solarium, Waterworks)

## Dans la fiction
Une partie du film Alvin et les Chipmunks 3 a été tourné sur le Carnival Dream.